# Regnum Albaniae
Das Regnum Albaniae (lateinisch für Königreich Albanien; albanisch Mbretëria e Arbërisë) wurde von Karl von Anjou im Jahr 1272 de jure in den albanischen Gebieten zwischen Korfu und Durazzo (Dyrrachium, heute Durrës) gegründet und sollte bis 1368 in angiovinischem Besitz bleiben.

## Geschichte

### Hintergrund

Das Königreich Sizilien um 1154

Das Gebiet des heutigen Albanien bildete im Mittelalter nie eine politische Einheit. Der Staufer Manfred, von 1258 bis 1266 König von Sizilien, nahm die antibyzantinische Politik der Normannenherrscher wieder auf, fiel 1258 in Epirus ein und besetzte Korfu und einige Küstenorte (Dyrrachium, Valona, Kanina, Buthroton). Michael II. Komnenos Dukas Angelos, Despot von Epirus, gelang es jedoch, Manfred zu einem Bündnis zu bewegen, indem er ihm seine Tochter Helena zur Frau gab und als Mitgift das gab, was Manfred ohnehin schon erobert hatte. Die Stauferherrschaft in Albanien sollte allerdings von kurzer Dauer sein.
Im August 1261 war das Lateinische Kaiserreich von Konstantinopel von den Byzantinern zurückerobert worden. Papst Urban IV. bemühte sich daraufhin erfolglos, einen Kreuzzug zur Wiedererrichtung des Reiches anzustoßen. In Süditalien befand er sich in einem Machtkampf gegen den Stauferkönig, Manfred, der die Lehnshoheit des Papstes nicht anerkannte, und so suchte der Papst in den Königshäusern Europas nach Unterstützung, denn jeder zukünftige Kreuzzug konnte nur dann Aussicht auf Erfolg haben, wenn Sizilien von einem der Sache wohlgesinnten König regiert würde.
Am 23. Mai 1265 zog der Günstling des Papsttums Karl von Anjou, Bruder des französischen Königs Ludwig IX., als Senator in Rom ein. Am 28. Juni 1265 wurde Karl von Papst Clemens IV. mit Sizilien und den „Ländern diesseits des Pharus bis an die Gränzen des Kirchenstaates, mit Ausnahme Benevent“ belehnt, mit der Aufgabe, das Land für den Papst zu erobern und die letzten Repräsentanten der Stauferdynastie (Manfred und Konradin) auszulöschen. Am 6. oder 10. Januar 1266 folgte die Krönung Karls zum König von Sizilien in der Peterskirche von Rom.

#### Schlacht bei Benevent
Karl drang in das Königreich ein, besiegte und tötete Manfred am 26. Februar 1266 in der Schlacht bei Benevent. Helena, die Witwe Manfreds, ließ er einkerkern. Auf diese Weise sicherte sich Karl die Herrschaft über Süditalien und Sizilien, beanspruchte das Erbe Manfreds (Korfu und die Küstenorte Dyrrachium, Valona, Kanina, Buthroton) und sprach schon von seinem Regnum Albaniae, das ihm als Brückenkopf dienen sollte, um das lateinische Kaiserreich von Konstantinopel wiederzuerrichten und sich selber dabei die Herrschaft über den ganzen südlichen Teil der Balkanhalbinsel mit Griechenland zu sichern.

#### Abkommen von Viterbo

##### Abkommen mit Wilhelm II. von Villehardouin

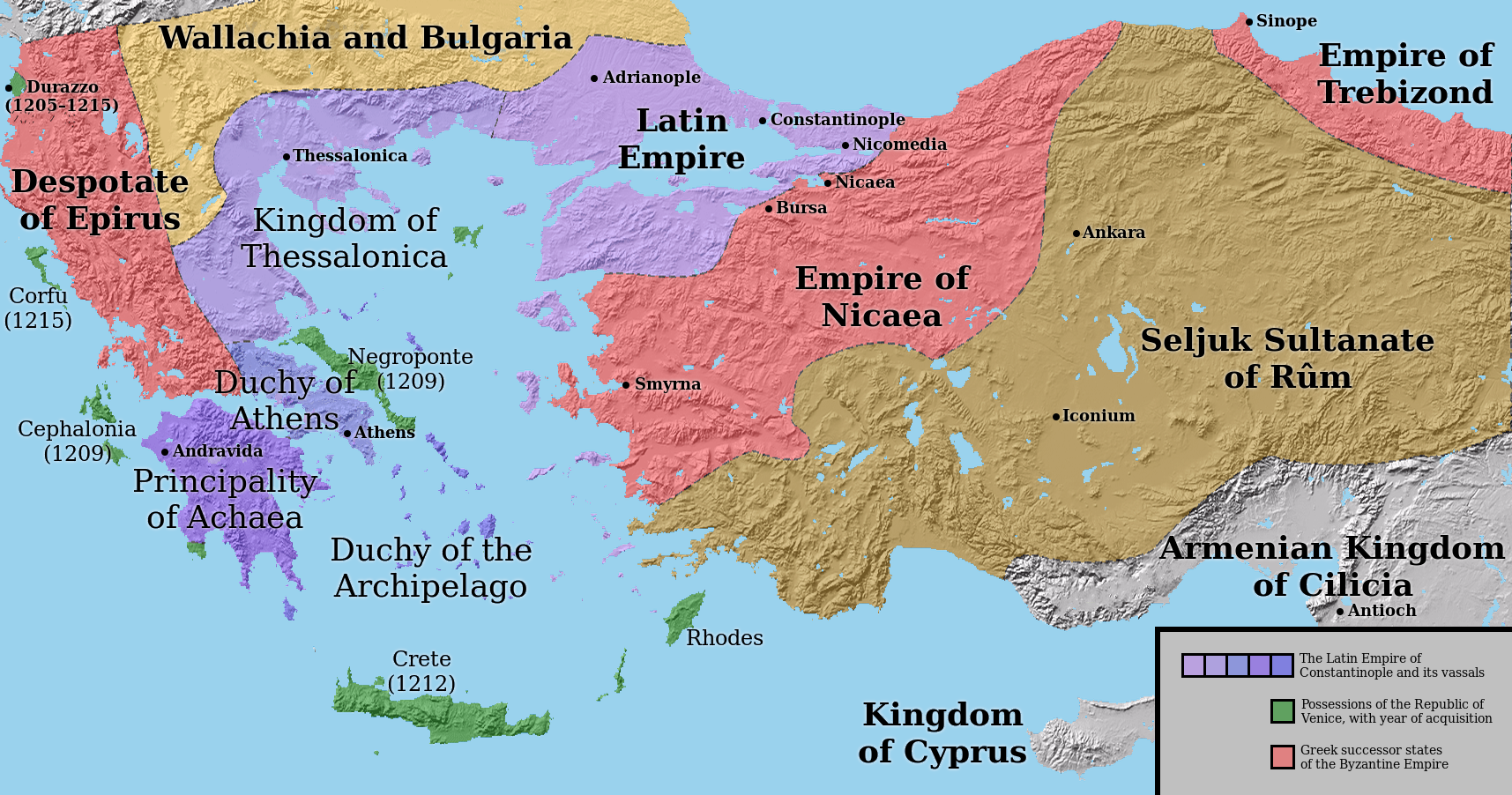
Lateinisches Kaiserreich von Konstantinopel und die Teilung des Byzantinischen Reiches nach dem 4. Kreuzzug, um 1204 mit ungefähren Angaben der Grenzen

Im Einvernehmen mit Papst Clemens IV. schloss Karl von Anjou in der Residenz des Papstes in Viterbo am 24. Mai 1267 nach längeren Diskussionen ein erstes Abkommen (Abkommen von Viterbo) mit Wilhelm II. von Villehardouin, dem Fürsten von Achaia (Morea). Wilhelm II., dessen Kräfte durch die Kämpfe mit den byzantinischen Truppen erschöpft waren und der sich durch den Hass der griechischen Bevölkerung bedroht sah, erkannte für das Hilfsversprechen Karls den mächtigen französischen Herrscher und Nachbarn als Oberherrn an und verlobte seine Erbtochter Isabelle mit Philipp von Anjou, Sohn von Karls. Außerdem sollte bei seinem Tod Achaia an den Gemahlen Isabelles fallen oder, falls dieser vor ihm sterben sollte, an Karl oder seine Erben (Isabelle heiratete dann auch schon am 28. Mai 1271 in Trani in Apulien. Philipp von Anjou, der bereits 1277 vor seinem Vater starb). Statt wirksame Hilfe von Karl zu erhalten, sollte Wilhelm II. noch Kräfte für Karl nach Italien abzweigen, wo er am 23. August 1268 die Truppen Karls in der Schlacht von Tagliacozzo gegen den letzten Staufer, Konradin, befehligte. Als Gegenleistung erhielt er ein Hilfsversprechen. Die angevinischen Register beweisen die enormen Anstrengungen, die Karl unternahm, um das Versprechen zu erfüllen.

##### Abkommen mit Balduin II. von Courtenay

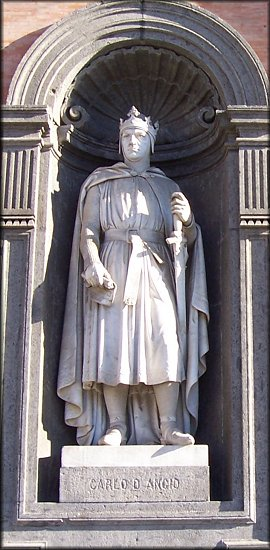
Statue von Karl von Anjou an der Fassade des Königspalastes von Neapel

Drei Tage später, am 27. Mai, kam es zum zweiten Abkommen von Viterbo im Einvernehmen und Beisein von Papst Clemens IV., indem Karl von Anjou mit dem aus Konstantinopel vertriebenen lateinischen Kaiser Balduin II. von Courtenay ein Freundschaftsbündnis und ein Abkommen über die Teilung des zu erobernden Lateinischen Kaiserreiches schloss. Die Vereinbarung sah vor, dass Karl auf seine Kosten Balduin innerhalb von sechs Jahren 2000 Kavalleristen schicken sollte, um Konstantinopel zurückzuerobern und anschließend das Reich zu verteidigen. Im Gegenzug sollte er ein Drittel des eroberten Landes auf dem Balkan und das Recht auf die Thronfolge von Konstantinopel erhalten, im Falle die Erbfolge des Courtenay fehlen sollte. Zu guter Letzt erhielt Karl die Mitgift Helenas, die Ländereien zwischen Korfu und Dyrrachium, was er als legitimen Rechtsanspruch ansah. In Korfu ließ Karl sofort einen Beamten einsetzen. Um das Festland zu erhalten, brauchte es allerdings Glück und Geschick.
Seine Tochter Beatrix (* um 1252; † 1275) wurde mit Philipp (* 1240/41; † 15. oder 25. Dezember 1283), dem einzigen Erben Balduins verlobt. Die Hochzeit sollte am 15. Oktober 1273 in Foggia stattfinden.
Nach dem Tod Balduins 1273/1274 wurde das Abkommen von Viterbo am 4. November 1274 in Foggia zwischen Karl und seinem Schwiegersohn Philipp bestätigt.

#### Schlacht bei Tagliacozzo
Am 23. August 1268 siegte Karl mit Hilfe von Wilhelm II. von Villehardouin, der mit 400 moreotischen Rittern die Truppen Karls in der Schlacht bei Tagliacozzo gegen den blutjungen Konradin befehligte. Konradins Heer wurde geschlagen, er selbst fiel auf der Flucht in die Hände des Anjou, der ihn und seine engsten Vertrauten nach einem politischen Schauprozess zum Tode verurteilen und auf dem Marktplatz von Neapel enthaupten ließ. Karl von Anjou nahm die antibyzantinische Politik der Normannenherrscher und des Staufers Manfred wieder auf, die versucht hatten, Albanien zur Ausgangsbasis von Expeditionen gegen Byzanz zu machen.

### Bildung des Königreichs

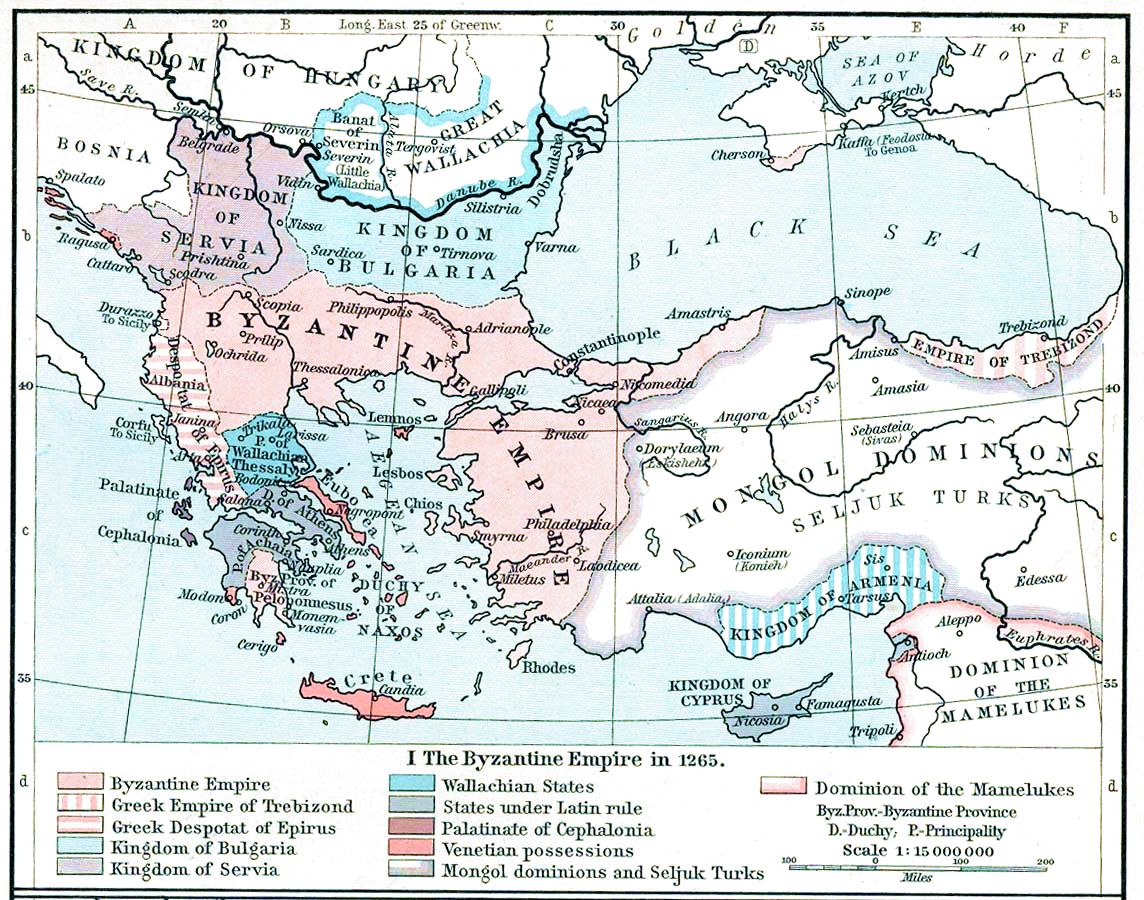
William R. Shepherd: Südosteuropa um 1265

Nachdem König Manfred in der Schlacht bei Benevent (1266) gegen Karl I. von Anjou gefallen und seine Witwe Helena gefangen genommen worden war, flüchtete dessen Großadmiral und Verwalter der Güter von Helenas Mitgift, Philipp Chinard (* um 1205; † 1266), der auf Korfu geblieben war, zu Karls Schwiegervater Michael II. Komnenos Dukas Angelos, Despot von Epirus, da ihm klar war, dass er sich als Manfreds Anhänger nur auf seine eigene Kräfte verlassen konnte und den Verlust seiner Lehen (Korfu, Buthroton, Kanina, Valona, Dyrrachium) fürchtete. Diese Furcht führte ihn dazu, eine Allianz mit dem Despoten von Epirus zu suchen, der ihm seine Schwägerin Maria Petralipha als Braut gab, Helenas Mitgift übergab und ihn aber kurz darauf – vor dem 1. Oktober 1266 – ermorden ließ. Der Kreuzritter Garnier l’Aleman (Vikar von Philipp Chinard), der nach der Ermordung von Philipp Chinard die Verwaltung von Korfu übernommen hatte, verteidigte das Erbteil der gefangenen Helena. Da Garnier l’Aleman jedoch auf die Dauer der feindlichen Übermacht nicht widerstehen konnte, akzeptierte er das Angebot Karls, für „die ganze Insel Korfu mit Schlössern mit Landhäusern und allen Ländern der Amtsdiener“ Land im Königreich von Sizilien von einem Jahreswert von 100 Unzen oder 1000 Unzen Gold in bar zu erhalten.
Garnier übergab die Insel im März 1267 an Karl von Anjou, der ihn am 20. März 1267 zu seinem Vikar und Generalkapitän ernannte und ihm befahl, alle Griechen, die seit der Ermordung Chinards die Insel verlassen hatten, zur Heimkehr einzuladen – natürlich mit Ausnahme all derer, die an der Bluttat beteiligt waren. Der Kastellan der Burg Korfu, Hugo Chandola, und der von Vallona, Jacques de Baligny, wurden dabei bestätigt. Das Versprechen Karls zugunsten Garniers konnte aufgrund seines Todes nicht mehr ausgeführt werden. Aus einem Dokument vom Mai 1272 geht hervor, dass Karl an den Sohn des verstorbenen Garnier, Aimone Aleman, das versprochene Land des oben genannten Jahreswertes von 100 Unzen oder 1000 Unzen Gold in bar zuteilen ließ.

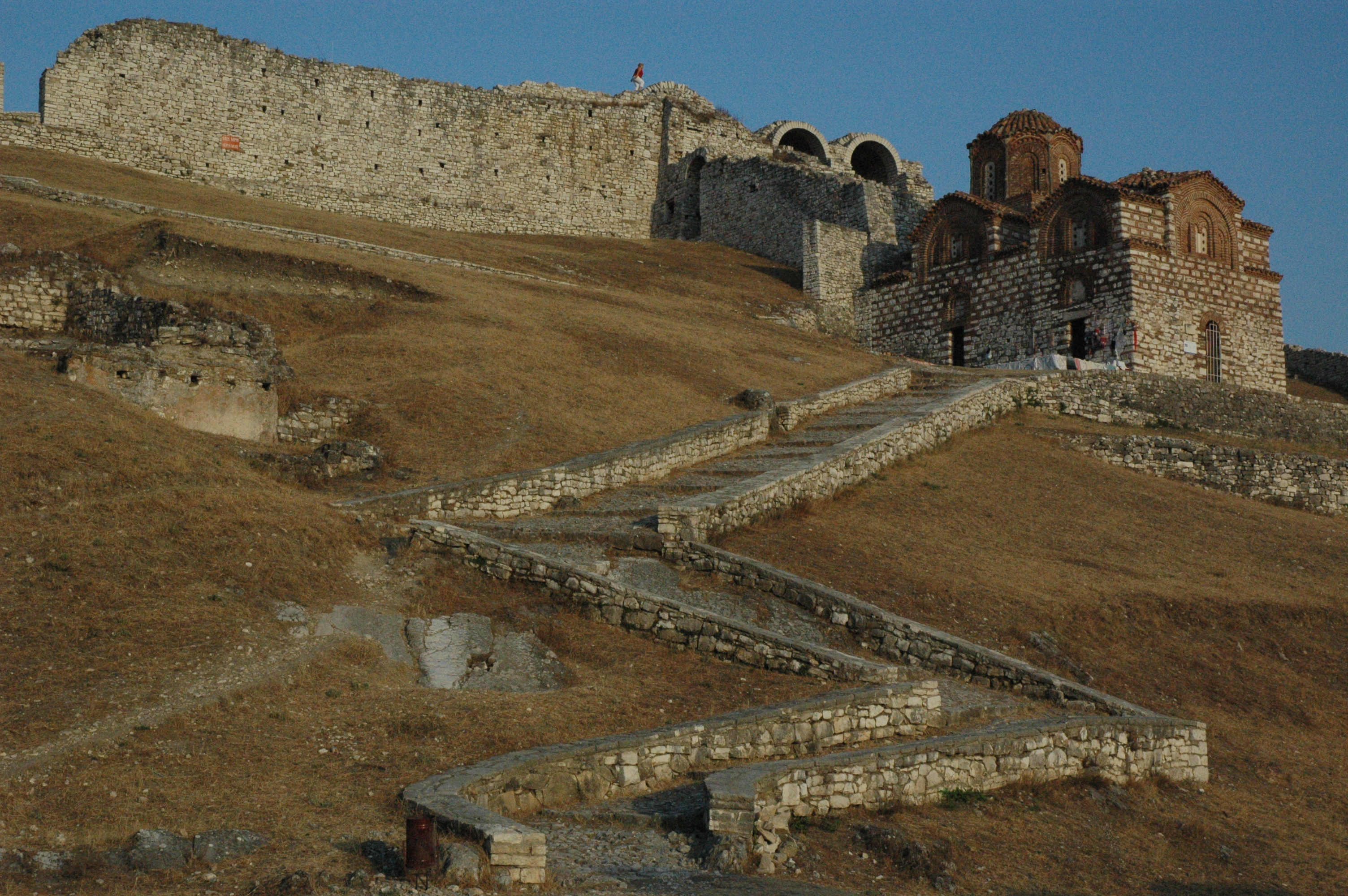
Eingang zur inneren Festung auf der Burg von Berat mit der byzantinischen Kirche der Heiligen Dreifaltigkeit aus dem 13. Jahrhundert

Karl ließ die provisorischen Verhältnisse auf Korfu und in Epirus bestehen, wollte aber von den ihm im Abkommen von Viterbo bestätigten Ländern der Mitgift Helenas wenigstens faktisch Besitz ergreifen. Aleman wurde zunächst unter Wilhelm II. von Villehardouins Hoheit gestellt. 1268 wurde Giovanni Clariaco nach Korfu geschickt, um von den epirotischen Gütern Besitz zu ergreifen. Clariaco besetzte Valona und Kanina, ließ jedoch den dortigen Kastellan in Funktion, bestätigte die von Chinard auf Korfu vergebenen Lehen und versuchte vergebens, Berat, das Zentrum der albanischen Adelsfamilie Muzaka, zu erobern. Um leichter Herr des Landes zu werden, ließ Karl vorläufig Garnier l’Aleman im Besitz der Statthalterschaft Korfu, rief Giovanni Clariaco ab und ernannte an seiner Stelle im Januar 1269 Gazo Chinard (Bruder des obengenannten ermordeten Philipp Chinard). Doch auch Gazos Tätigkeit musste sich zunächst auf Korfu beschränken.
Mit den französischen Fürsten, die gezwungen waren, aus ihren östlichen Besitzungen zu fliehen, bereitete sich Karl 1269 darauf vor, Griechenland und andere byzantinische Gebiete zurückzuerobern. Noch 1269 eroberte Wilhelm II. von Villehardouin, der Fürst von Achaia, die Stadt Valona, und noch im selben Jahr vereinbarte Karl eine doppelte Eheverbindung mit dem König von Ungarn Stephan V., um wahrscheinlich die Aktionen des byzantinischen Kaisers Michael VIII. in dieser Richtung im Griff zu haben.
Zur Stärkung der Grundlagen der für 1270 geplanten Expedition schloss Karl Vereinbarungen mit dem König Stefan Uroš I. von Serbien, dem Zar Konstantin Tich Assen von Bulgarien und der Republik Venedig. Die umfangreiche Flotte, die im Juli 1270 für den geplanten Kreuzzug seit dem Fall des Lateinischen Kaiserreiches von Konstantinopel (1261) auf genuesischen Schiffen von Aigues-Mortes auslief, musste nach Tunesien umgeleitet werden, als Karls Bruder Ludwig IX., der König von Frankreich, darauf bestand, seine Expedition dorthin zu unternehmen.
Durazzo, der wichtigste Punkt in Epirus, war vom Despoten Michael II. besetzt worden, und die Albaner fühlten sich dort als unabhängige Herren. Karl schickte Jean de Nanteuil, den Richter Taddeo de Florentia und Aubry de Laon nach Albanien und forderte die dortigen Häuptlinge auf, ihm als König zu huldigen. Die Abgesandten fanden Anklang, denn die Mehrzahl der Albaner bekannte sich schon längst zur römischen Kirche, deren Schirmherren die Anjou waren.

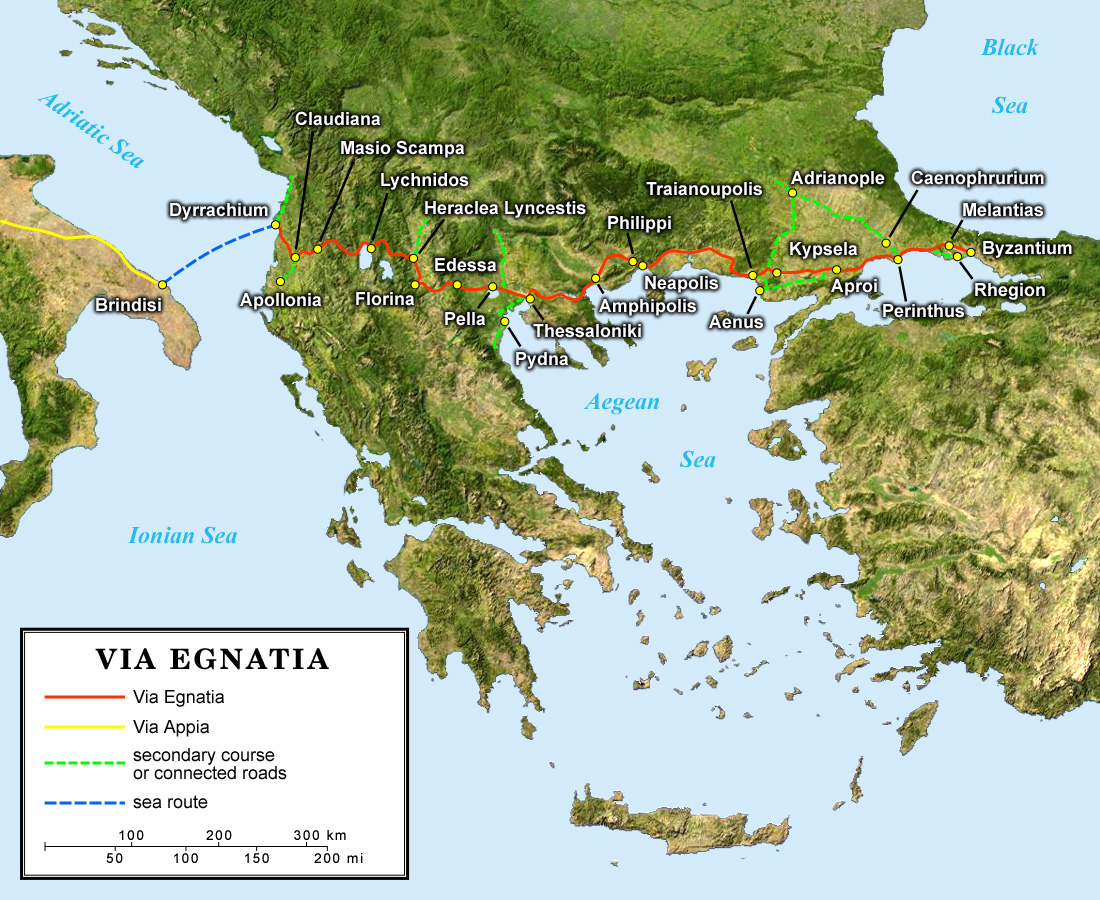
In orange der Verlauf der Via Egnatia

1271 verursachte ein Erdbeben in Durazzo einen derartigen Tumult, dass eine angevinische Armee in die Stadt eindringen konnte und somit Zugang zur Via Egnatia erhielt, die von dort nach Konstantinopel führte. Noch im selben Jahr erschien eine Delegation von albanischen Adligen und Bürgern aus Durazzo in Neapel, die besorgt waren, vom Despoten von Epirus Nikephoros I. einverleibt zu werden, und unterwarfen sich Karl von Anjou, der sofort Truppen unter der Führung von Giovanni Clariaco nach Albanien schickte, der sogleich Kanina und Valona befestigte, Giacomo Baliniano dort als Kastellan „Iacobi de Baliniano castellani castri nostri Canine et Avallone“ (Domenico Forges Davanzati: Monumenti XLVII, Nummer LI) einsetzte und selbst auf Korfu Vikar wurde: „et confirmazione Iohannes de Clariaco tunc vicarii nostri in ipsa insula“ (Domenico Forges Davanzati: Monumenti, Nummer XLIX)
1272 huldigte Durazzo König Karl I., der am 20. Februar den Bürgern ihre „privilegia antiquorum Imperatorum Romaniae“ (Vorrechte des alten römischen Romania) bestätigte. Außerdem erklärte Karl, dass er alle Prälaten, Adeligen und das ganze Volk unter seinen Schutz gestellt hatte. Eine Urkunde vom Februar 1272 gewährte allen Bürgern und Bediensteten der Insel Korfu, die bleiben wollten, Sicherheit für Personen und Dinge; und, dass sie die Länder und Güter in ihrem Besitz, ohne jegliche Belästigung gemäß der Sitten und Gebräuche der Insel erhalten und genießen könnten.

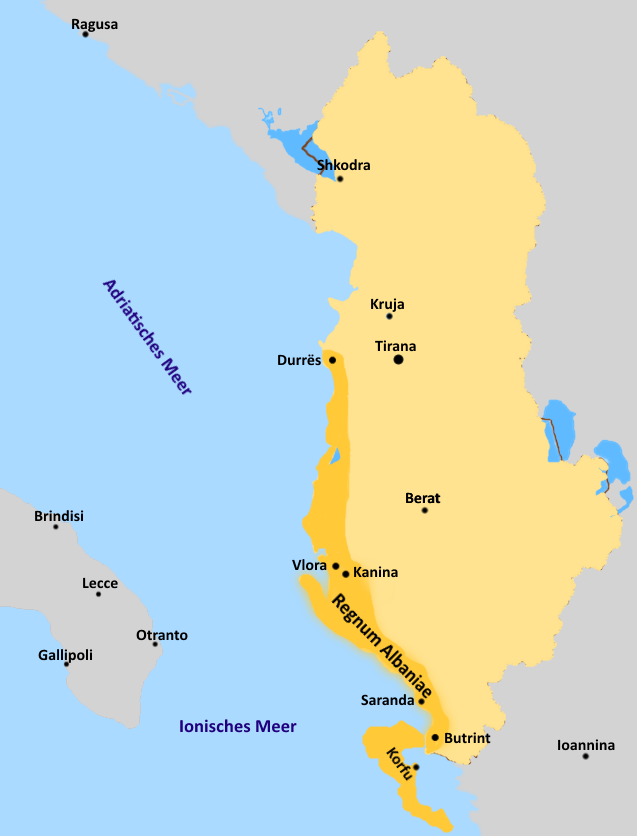
Die ungefähre Lage des Regnum Albaniae 1272 im heutigen Albanien

Am 21. Februar 1272 proklamierte Karl von Anjou im gemeinsamen Einverständnis der Bischöfe, Grafen, Barone, Soldaten und Bürger das Regnum Albaniae mit Zentrum Dyrrachium (Durazzo), versprach, sie zu beschützen und die Privilegien zu ehren, die sie vom Byzantinischen Reich erhalten hatten und ernannte sich selbst zum Rex Albaniae. Das neue Königreich, dessen Territorium ungefähr dem Küstenstreifen zwischen Dyrrhachion, Valona, Buthroton und Korfu entsprach, wurde von neapolitanischen Generalkapitänen regiert, die ihren Sitz in Durazzo hatten. Am 25. Februar wurde Guglielmo Bernardi zum Marschall des unter Gazo Chinards „regni Albanie vicario generali“ (königlicher Generalvikar, Stellvertreter) stehenden neapolitanischen Heeres ernannt. In den Jahren 1272 und 1273 sandte Karl ausreichend Proviant nach Durazzo und Valona, das den byzantinischen Kaiser Michael VIII. beunruhigte, als er das erfuhr, so dass dieser Kuriere und aufhetzende Briefe an die Prälaten und Magnaten von Albanien schickte, damit sie sich mit König Karl verfeinden sollten. Diese blieben dem Anjou aber treu und schickten die Briefe mittels des Generalvikars an Karl, der am 1. September 1272 von Monteforte diesen Prälaten und Magnaten schriftlich für ihr erhaltenes Vertrauen dankte, sie vor Michaels betrügerischen Methoden warnte „quibus, sicut nostis, alias vos decepit“ und sie dazu aufforderte, die angiovinische Sache zu unterstützen, indem sie einen lebhaften Krieg gegen den byzantinischen Feind führten. Gleichzeitig gab Karl ihnen Nachrichten über den Erfolg seiner Unternehmungen.

### Die angiovinische Offensive (1272)
1272 war eine weitere Flotte unter Dreux de Beaumont (ab 1268 Großmarschall von Sizilien; ab 1271 Gerichtsvollzieher von Achaia) bereit, der mit einer wohlhabenden Achaier Erbin, Eve de Cayeux, verheiratet war. Gazo Chinard, seit 1272 königlicher Generalvikar des Königreichs Albanien und Generalkapitän des neapolitanischen Heeres, wurde gegen Berat gesandt. Damit er möglichst schnell das ganze Land unterwerfen konnte, wurden ihm ausreichend Truppen (Sarazenen aus Nocera), Proviant und Geld geliefert. Zu größerer Sicherheit sollte er sich von den Albanern Geiseln stellen lassen. Alles gelang nach Plan und die Albaner bewährten ihre Treue, indem sie freiwillig Geiseln stellten. Berat ergab sich 1273. Die Gefangenen, meist Griechen, wurden im April 1273 nach Trani in Apulien gesandt und erhielten zu ihrem Unterhalt eine monatliche Pension ausgesetzt. Die Kampagne von 1272/73 sollte nur die erste einer Reihe sein, um den totalen Zerfall Achaias zu verhindern und sogar vorübergehend die Grenzen zu erweitern.

### Die Herrschaft Karls von Anjou

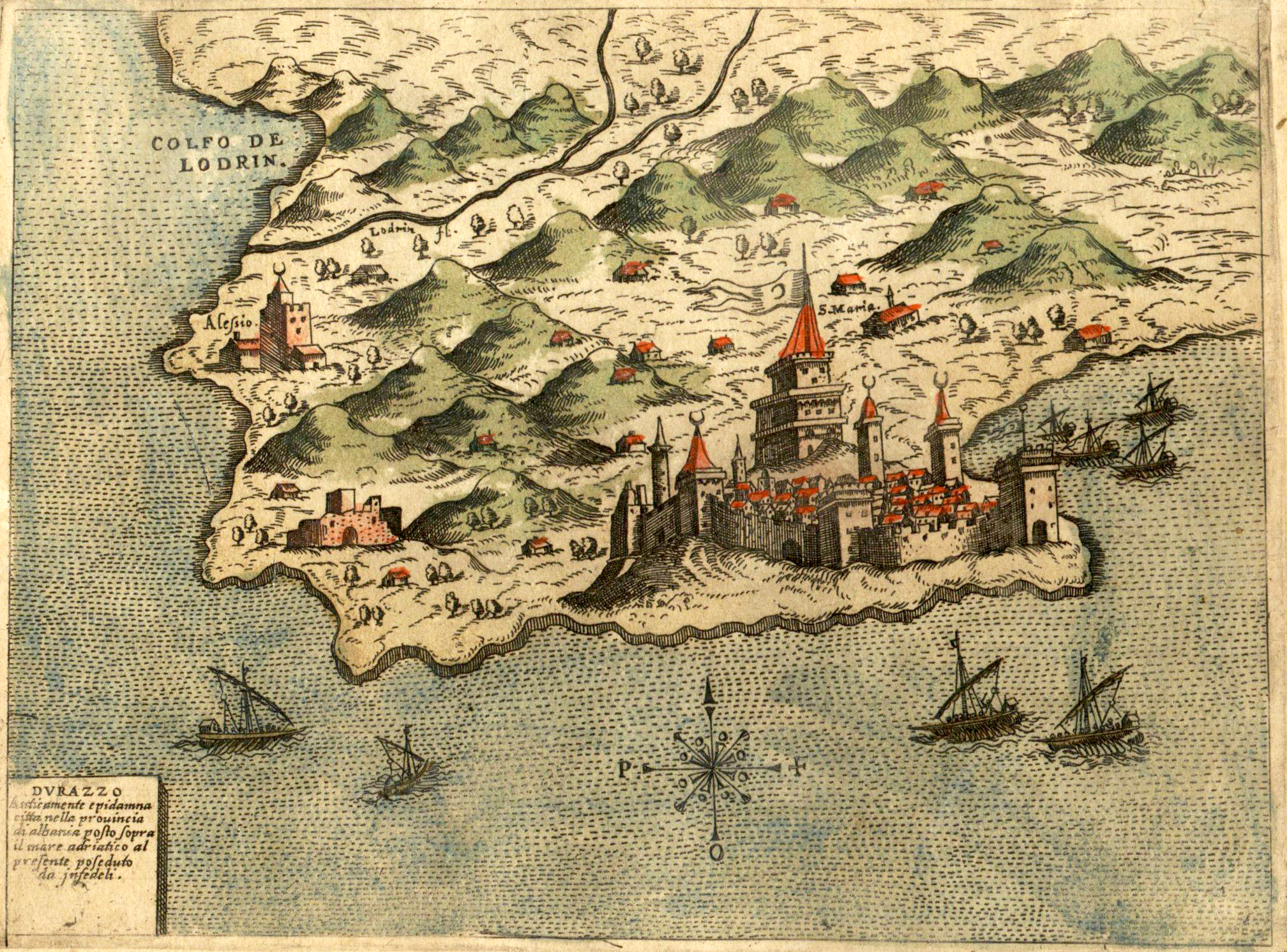
Karte von 1573, erkennbar ist die hohe Befestigungsanlage von Durazzo

Das zweite Erdbeben von 1273 verwüstete einen Großteil von Durazzo und viele Einwohner wurden unter den eingestürzten Häusern begraben, andere flüchteten in die Berge oder nach Berat. In der herrenlosen Stadt, die auch der Statthalter Gazo Chinard verlassen hatte, trieben sich plündernde Albanerhorden aus den Bergen herum. Nur vier Jahre später kamen die Durazzesi aus Berat zurück, wo sie größtenteils Zuflucht gesucht hatten. Hergestellt und neu bevölkert wurde die Stadt erst unter Gazos Nachfolger Anseau de Cayeux, der im Mai 1273, gefolgt von einem bedeutenden Söldnerheer, nach Albanien gesandt wurde, um ihn abzulösen. Es wurden neue Verträge mit albanischen Stammeshäuptern abgeschlossen, so mit dem Sebastos Paul Gropa (auch: Paolo (Paulus) Groppa), den Karl mit verschiedenen außerhalb des Königreichs Albanien gelegenen Gütern belehnte. Cayeux traf auch ein Abkommen mit Jacques de Baligny, indem derselbe gegen neapolitanische Lehensgüter die Burg von Kanina nebst Valona, die ihm auf Lebenszeit bestätigt worden waren, der neapolitanischen Krone abtrat. Cayeux verwaltete nur kurze Zeit sein Amt, denn er starb noch 1273. Das Oberkommando ging vorläufig an den Anführer der königlichen Truppen, Jean de Buffy, über. Im April 1274 wurde der neue Generalkapitän und Vikar, Norjaud de Toucy, nach Durazzo gesandt, um die Angelegenheiten Albaniens definitiv zu regeln. Vor demselben erschienen sofort Paolo (Paulus) Groppa, Herr von Ohrid, und sein Schwiegervater Gjon Muzaka (auch: Gjin; deutsch Johannes) als „Gesandte der Albanesen“, die ihnen die Ergebenheit ihrer Landsleute versicherten. Trotzdem sorgte Toucy dafür, die Stadt zu befestigen und versorgte Valona mit einer guten Besatzung.

### Das Konzil von Lyon (1274)

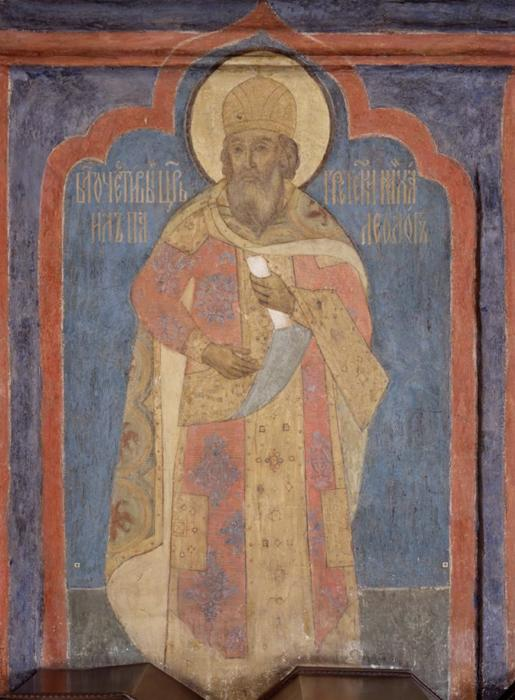
Kaiser Michael VIII., Fresko in der Erzengel-Michael-Kathedrale im Kreml in Moskau, 1652–1666

Michaels VIII. Hoffnungen, den Vormarsch Karls aufzuhalten, wurden auf den Einfluss von Papst Gregor X. gelegt. Die griechische (orthodoxe) und lateinische Kirche zu vereinigen, die finanzielle Vorbereitung eines neuen Kreuzzuges und Maßnahmen zur Kirchenreform waren die drei Hauptthemen, die Gregor X. sich bei seinem Amtsantritt (1271) stellte. Zu diesem Zweck kündigte er das Konzil von Lyon an, das 1274 in Lyon stattfand. Das Treffen, das über sechs Sitzungen ging, legte in der vierten Sitzung am 6. Juli fest, dass die Einheit zwischen den Kirchen wiederhergestellt werden sollte. Der Papst weigerte sich immer, dem Kreuzzug, den Karl von Anjou nach Konstantinopel führen wollte, seinen Segen zu geben, und beauftragte ihn, seine Operation zu verschieben.
Als die Nachricht von der Vereinigung der Kirchen in Konstantinopel eintraf, kam es dort zum Aufruhr, denn die Mehrheit der Griechen wollte für die Sache der Orthodoxie lieber leiden und sterben. Bald musste der Kaiser feststellen, dass er weder seiner Kirche noch seinem Volk seinen Willen aufzwingen konnte. Um den Papst davon zu überzeugen, dass er sein Bestes tat, um die Union durchzusetzen, verfolgte und inhaftierte er seine Gegner. Nicht alle von ihnen waren Priester und Mönche, sondern sogar mehrere Mitglieder seiner eigenen Familie. Die Union von Lyon und ihre Folgen scheiterten zwar, die Christenheit in Einklang zu bringen, gelang aber, verschiedene Elemente der Opposition gegen Kaiser Michael VIII. zu vereinen. Papst Gregor X. starb im Januar 1276 und seine Nachfolger wurde zunehmend skeptischer in Bezug auf den Charakter der Union.

### Die byzantinische Gegenoffensive (1274)
Der Kaiser sah allerdings keinen Grund, warum ihn seine Verhandlungen mit dem Papst davon abhalten sollten, seine eigenen Grenzen zu verteidigen. So befahl er im Frühjahr 1274 seinen westlichen Befehlshabern, die militärischen Stützpunkte von Karl von Anjou in Albanien anzugreifen. Ein von Ioannina aus gesandtes Heer gegen Durazzo eroberte dabei Berat zurück und wurde zur Schlüsselstellung der byzantinischen Gegenoffensive. Der Hafen von Buthroton wurde von der byzantinischen Armee eingenommen und mit einer starken Besatzung versehen. Nicht wenige der albanischen Häuptlinge schlossen sich dem Kaiser an, der ihnen versprach, ihre alten Privilegien anzuerkennen.
Der Generalkapitän Norjaud de Toucy versuchte die großenteils aus Albanern bestehende Bevölkerung, die teilweise noch ihre Freiheiten behaupteten, durch Verleihung von Privilegien zu gewinnen. König Karl lieferte freiwillig jede Art von Subsidien, Truppen, Schiffen, Munition, Geld, Getreide, Salz usw. Diese Unterstützungen aus dem Königreich Sizilien und Toucys Vorgehen bestimmten endlich die Häuptlinge sämtlicher albanischer Stämme, mit Toucy noch 1274 einen Konvention einzugehen, die ihnen die Privilegien garantierte. Karl genehmigte die Konvention am 1. Dezember unter der Bedingung, dass sie Geiseln aus ihrer Mitte stellten, was sie auch taten. In der betreffenden Urkunde erscheinen Sebasto Maurus Scura, Zacharia und Georg Scura, Sebasto Yonima, Sebasto Paulus Verona, Sebasto Demetrius Scura, Sebasto Blasius, Sebasto Paulos Sanbombruno, Sebasto Yetqui, Sebasto Petrus Misie, Ritter Blado Bletista, Sebasto Petrus Clange, Sebasto Tanasius Bessossia, Ritter Theopea, Sebasto Demetrius Limius, Sebasto Mensis, Sebasto Sarius Barbuca, Sebasto Alexius Arianitis und Ritter Paulus. Um ihre Treue zu beweisen, stellten sie Geiseln, die am 13. Dezember 1274 in Aversa interniert wurden. Dies waren Joannes Lallinus, Joannes Grimanus, Tanasius Scura, Minchius Sunbramon, Demetrius Sgura und Zacharias Sgura. Im Gegenzug erlangten die in Bari und Otranto gefangen gehaltenen albanischen Männer und Frauen ihre Freiheit.
Und doch widersetzten sich einige Clans den Anjou und hofften auf den Beistand der Palaiologen, die 1275 neu aufrüsteten, um Dyrrhachion zu erobern und die Anjou aus dem Epirus zu verdrängen. Gjon Muzaka wurde einer der Hauptanführer des albanischen Widerstandes. Als Verbündeter des byzantinischen Kaisers Michael VIII. Palaiologos bekämpfte er die Expansionsbestrebungen Karls I. in Albanien und sollte dann am 11. Oktober 1279 mit drei seiner Helfershelfern, Carnesius und Gulielmus Blenisti oder Blenishti und dem griechischen Demitrius Socus (Zûxoç) von Karl I. gefangen genommen und nach Trani gebracht werden.

### Die angiovinische Gegenoffensive (1280)

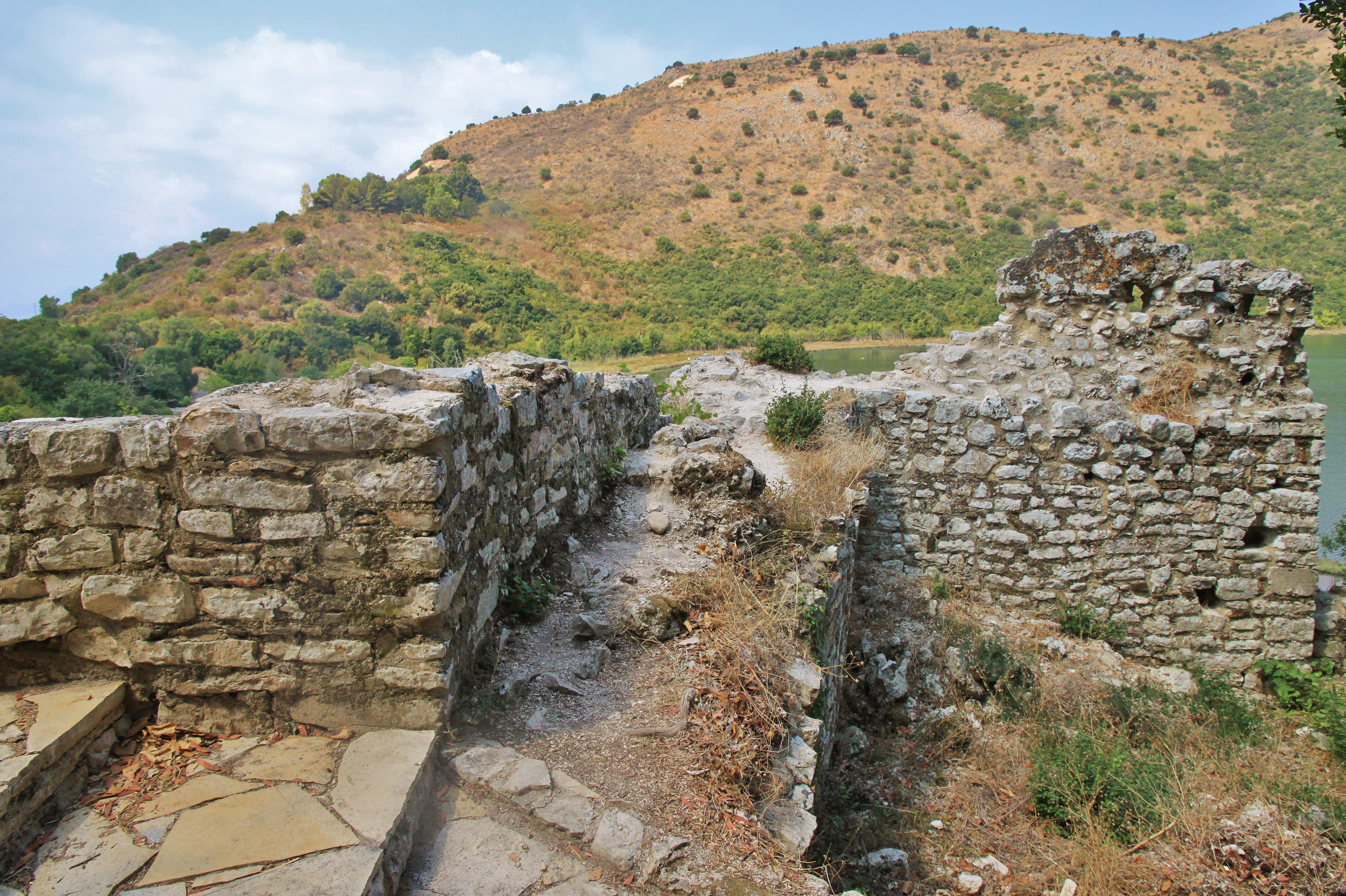
Ruinen der Stadtmauern von Buthroton

Die byzantinische Anwesenheit in Buthroton alarmierte den Despoten von Epirus, Nikephoros I., der sich mit Karl von Anjou und seinem Vasallen Wilhelm II. von Villehardouin, dem Fürsten von Achaia, in Verbindung setzte. Am 12. Juni 1276 erhielt Wilhelm von Karl die Vollmacht, von seinem Schwager Nikephoros I. den Huldigungseid zu entlocken. Als Gegenleistung für seine Treue sollte Nikephoros Ländereien in Achaia erhalten.
1278 eroberten die Truppen von Nikephoros I. Buthroton, und am 14. März 1279 erklärte sich Nikephoros zum Vasallen Karls von Anjou, übergab ihm nicht nur Buthroton, sondern auch Sopotos (Borsh) und Panormos. Als Zeichen seines guten Willens übergab er seinen Sohn Michael dem angevinischen Kastellan von Valona, um ihn nach Glarentza in Morea zu bringen, wo er als Geisel gehalten werden sollte.

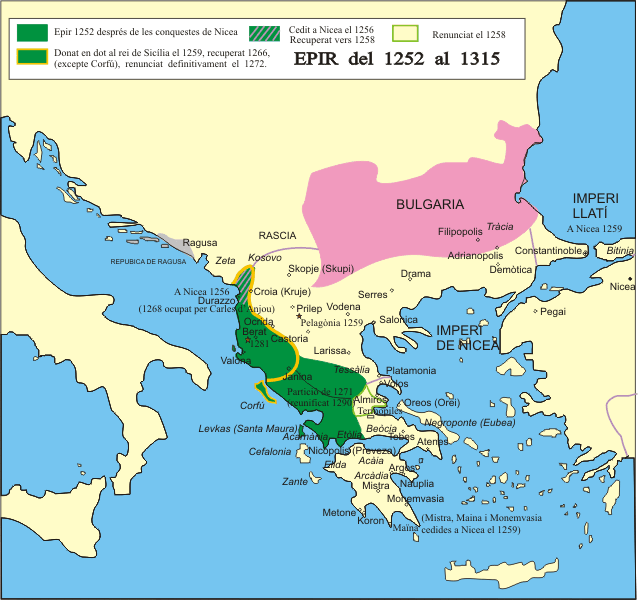
Epirus und seine Nachbarn nach 1250

Die Details der Verhandlung wurden wenige Wochen später in mehreren diplomatischen Gesprächen ausgearbeitet. Die drei Gesandten (Franziskanerbruder Giacomo, Kirio Magulco, Niccolo Andricopolo), die Nikephoros nach Italien geschickt hatte, um über die Abtretung von Buthroton zu verhandeln, kamen am 8. April 1279 auf ihrem Heimweg durch Apulien. Während die Gesandten in Italien waren, schickte Karl jedoch zwei Botschafter (Ruggero di Stefanuzia, Erzbischof von Santa Severina, Ritter Ludwig de Roheriis) zu Nikephoros, um den Text eines formellen Vertrages zu entwerfen. Am 10. April ermächtigte Karl die Botschafter, in seinem Namen den Huldigungseid des Despoten und seine Unterschrift für den Entwurf zu erhalten. Karl wartete aber nicht auf den Abschluss der Formalitäten und ermächtigte seinen Kapitän und Generalvikar von Korfu, Giordano Sanfelice, noch am selben Tag die Unterwerfung des Despoten Nikephoros sicherzustellen, und das nicht nur durch die Burg Buthroton, sondern durch alle Burgen, Dörfer und Ländereien, die der Stauferkönig Manfred und sein Großadmiral und Verwalter der Güter, Philipp Chinard, einst gehalten hatten und die sich nun im Gebiet des Despotats Epirus befanden. Das waren von Norden nach Süden Chimara, Panormos, Sopotos und Buthroton. Die letzten Einzelheiten wurden von weiteren Gesandten von Nikephoros vorbereitet, die am 12. April 1279 von Barletta und Brindisi nach Hause fuhren.
Nikephoros herrschte als Vasall von König Karl von Anjou weiterhin über den größten Teil von Epirus, von Buthroton bis zum Golf von Korinth, hatte allerdings Status und Territorium verloren. Obwohl das Despotat von Epirus unter seinem einheimischen Herrscher stand, wurde es zu denselben Bedingungen wie das Fürstentum Achaia zu einer Kolonie des angiovinischen Königreichs von Sizilien erklärt. Die ganze Ostküste der Balkanhalbinsel von Durazzo abwärts stand nun unter Karls von Anjou Oberhoheit. Karl schloss Allianzen mit dem nördlichen Balkan, dem serbischen König Stefan Dragutin und dem bulgarischen Zaren Iwajlo und war fast bereit, seine große Offensive entlang der Via Egnatia von Albanien zunächst nach Thessaloniki und dann nach Konstantinopel in die Wege zu leiten.
Karl versuchte nun auch die Unterstützung der lokalen albanischen Herrscherfamilien wie den Gropa, Scura, Muzaka, Jonima und Arianiti zu bekommen. Um dies zu erhalten, befreite Karl die seit Oktober 1279 in neapolitanischen Gefängnissen gefangengehaltenen albanischen Adligen (Gjon Muzaka, Carnesius und Gulielmus Blenisti oder Blenishti, Demitrius Socus oder Zûxoç) und gab einigen von ihnen byzantinische Titel wie zum Beispiel den des Sebastokrator. 1280 wurden „Joannes dictus Musac“ (Johannes, genannt Musac, Gjon Muzaka), der in Brindisi gefangen saß, freigelassen. Im Gegenzug mussten sie ihre Söhne als Geiseln nach Neapel schicken.
Auf Karls Befehl, datiert Lagopesole, den 13. August 1279, ordnete Karl Schiffe für die Einschiffung des neu ernannten Kapitäns und Generalvikars von Albanien, Durazzo, Valona, Sopocos, Buthroton und Korfu, Hugues le Rousseau de Sully, Ritter aus Burgund, an. Sully selbst wurde angewiesen, sich mit der ihm unterstellten beträchtlichen Truppe sofort nach Brindisi zu begeben und von dort am 22. August nach Albanien überzusetzen.
In den folgenden Monaten wurde eine große Gegenoffensive der Anjou vorbereitet. In riesigen Mengen wurden Soldaten, einschließlich sarazenische Bogenschützen, Belagerungsingenieure und Belagerungsmaschinen, Waffen und Pferde aus Italien nach Sphenaritza an der Mündung des Vjosa transportiert, wo Sully sein Hauptquartier eingerichtet hatte. Das erste Ziel der Expedition sollte mit der Rückeroberung der Stadt Berat beginnen, die seit 1274 unter byzantinischer Kontrolle stand. Sully sollte die letzten Vorbereitungen für die Invasion treffen.

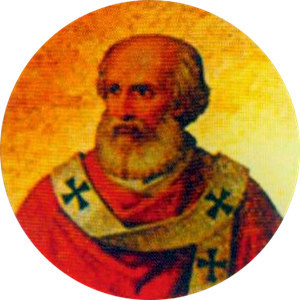
Papst Nikolaus III., Porträt in der Basilika di San Paolo fuori le mura in Rom

Karls Vorbereitungen wurden jedoch von Papst Nikolaus III. eingeschränkt, der Karl verboten hatte, das Byzantinische Reich anzugreifen. Als Papst Nikolaus III. im August 1280 starb, blieb der Sitz des Papstes für mehr als sechs Monate vakant, was Karl die Gelegenheit gab zu reagieren. Der Kaiser in Konstantinopel klammerte sich noch verzweifelt an die Hoffnung, dass seine lateinischen Feinde vom Papst zurückgehalten würden. Karl von Anjou erreichte im Februar 1281 einen diplomatischen Sieg, indem er die Wahl eines französischen Papstes als Oberhaupt der katholischen Kirche sicherte. Der proangevinisch gestimmte Papst Martin IV. exkommunizierte Kaiser Michael VIII. am 18. November 1281 mit der Begründung, dass der byzantinische Kaiser nicht energisch genug gegen die Unionsgegner vorging und er als „ein Förderer des alten Schisma“ zu gelten habe. Karls Expedition gegen Michael wurde als neuer Kreuzzug gesegnet. Zu diesem Zeitpunkt hatte der Kreuzzug allerdings bereits begonnen.
Sully hatte schon im Herbst 1280 den Befehl erhalten anzugreifen. Mit seiner 8000 Mann starken Armee drängte er der Via Egnatia entlang nach Osten. Im Dezember 1280 eroberten die angiovinischen Truppen die Umgebung von Berat und belagerten die Festung von Berat.

### Die byzantinische Gegenoffensive (1281)

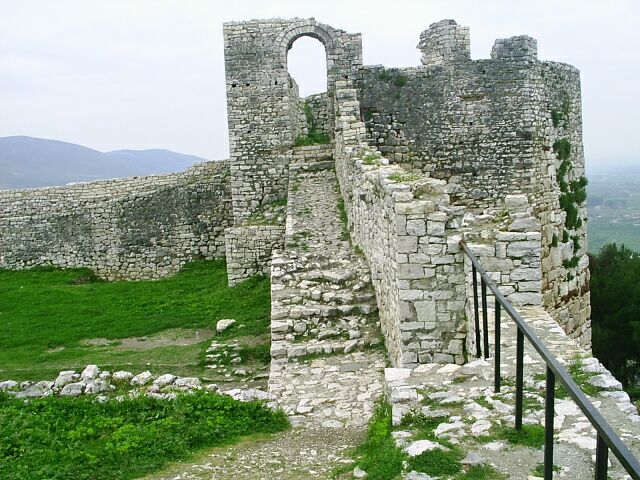
Die Festung von Berat

Als die Nachricht von der Belagerung der Festung von Berat Konstantinopel erreichte, sammelte der byzantinische Kaiser Michael VIII. seine Reserven und schickte sie nach Berat. Sie wurden vom Megas Domestikos Michael Palaiologos Tarchaneiotes und vom Megas Stratopedarches John Komnenos Angelos Doukas Synadenos angeführt. Berat wurde den ganzen Winter über belagert.
Tarchaneiotes, der Anfang 1281 mit seiner Armee (darunter auch osmanische Söldner) dort ankam, schaffte es, der hungrigen belagerten Garnison und der Bevölkerung zu helfen, indem er Nahrungsmittel nachts flussabwärts flößen ließ. Er hatte den Befehl, einen offenen Kampf zu vermeiden und sich auf Hinterhalte und Überfälle zu konzentrieren. Der ungestüme Sully, der die Geduld mit der byzantinischen Taktik verloren hatte, ritt mit nur einer kleinen Leibwache aus, um die byzantinische Position zu erkunden. Während Sully mit seinem Pferd unterwegs war, wurde er von einigen osmanischen Söldnern der byzantinischen Armee überfallen. Sein Pferd wurde dabei tödlich getroffen, und er wurde gefangen genommen. Als seine Männer erfuhren, dass ihr Kommandeur gefangen genommen worden war, gerieten sie in Panik und flohen, verfolgt von der byzantinischen Kavallerie. Nur die, die rechtzeitig über den Fluss Vjosa kamen, entkamen und machten sich auf den Weg nach Kanina, das in angiovinischen Besitz war. Die meisten Offiziere und Soldaten der angevinischen Armee wurden von Tarchaneiotes und seinen Männern als Beute gefangen genommen und in Ketten nach Konstantinopel geführt, wo sie zur großen Freude des Volkes zusammen mit Sully in einem Triumphzug durch die Straßen der Stadt geführt wurden. Die Niederlage der Lateiner bei Berat im April 1281 war ein berühmter Sieg für Kaiser Michael, der seine Überzeugung bestätigte, dass Gott auf seiner Seite war.

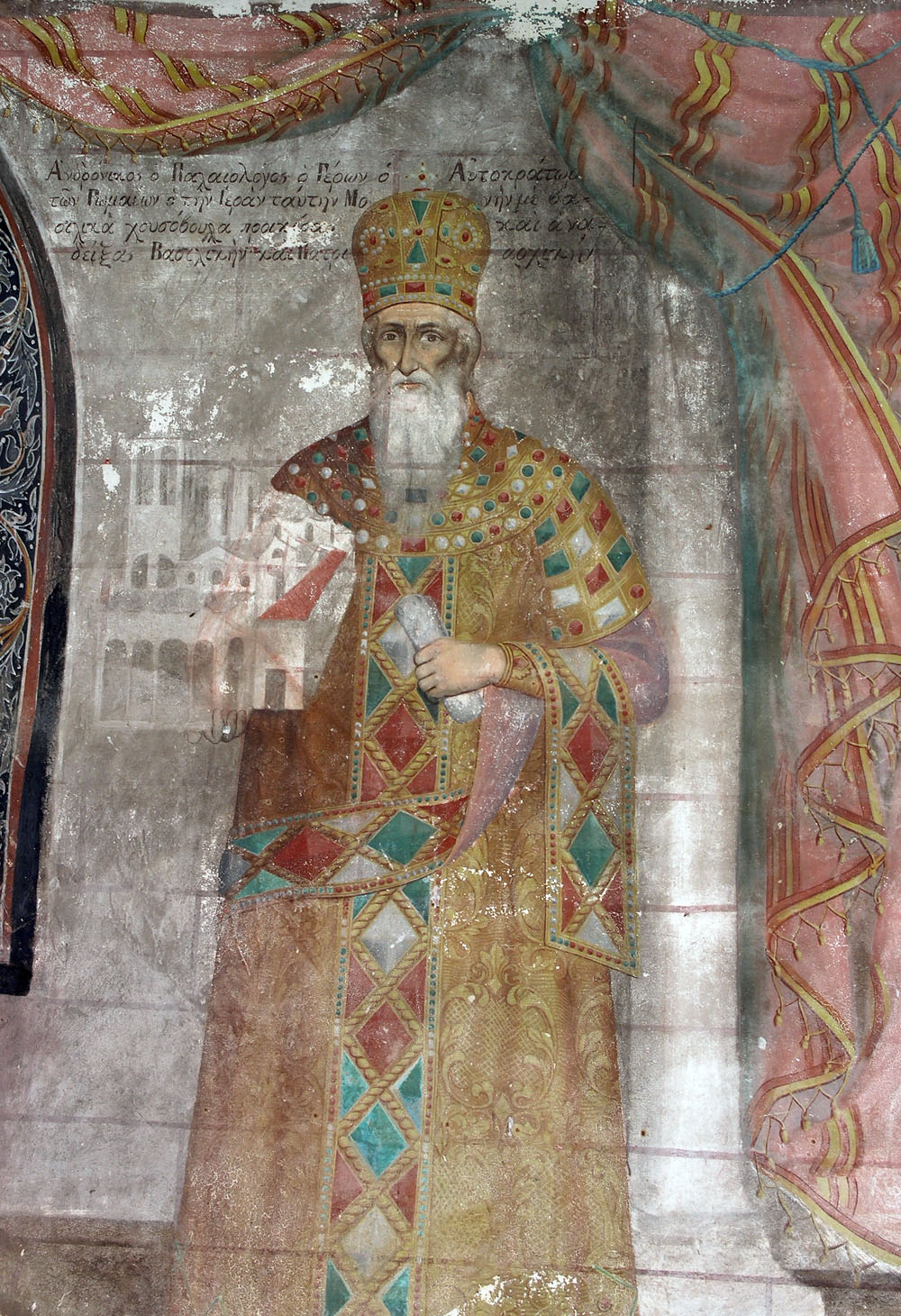
Andronikos II., Kloster Timios Prodromos (Johannes der Vorläufer) in Serres

Die byzantinische Armee setzte ihren Vorstoß weiter, indem sie auf die angiovinischen Stützpunkte Valona und Kanina im Süden und Durazzo im Norden vorrückte und diese belagerte. Im Dezember 1281 sandte der Kapitän von Durazzo, Giovanni Scotto, dringende Appelle zur Verstärkung nach Italien. Aus Berichten geht hervor, dass der Sohn des Kaisers, vermutlich Andronikos, mit einer großen Infanterie- und Kavallerietruppe auf dem Weg nach Westen war. Die Albaner von Kruja bemerkten schnell, dass Veränderungen in der Luft lagen, und suchten die Freundschaft des byzantinischen Kaisers. Michael VIII., der sie wenige Tage nach dem 12. Juli 1281 mit Privilegien für ihre Stadt und ihr Bistum belohnte.
Giovanni Scottos Nachfolger, Guglielmo Bernardi, der im Mai 1283 ernannt wurde, war ein Sohn eines ehemaligen Marschalls des Königreichs Albanien, der das Land gut kannte. Sein Name verschwand allerdings nach 1284 aus den Aufzeichnungen, und im Jahr 1288 war Durazzo offenbar in byzantinischer Hand, denn im Oktober desselben Jahres erneuerte der neue Kaiser Andronikos II. die Privilegien, die sein Vater den Albanern von Kruja gewährt hatte, und befreite sie ausdrücklich von der Zahlung von Steuern auf den Handel mit Durazzo.
Der Kastellan von Valona wurde von Karl von Anjou noch im September 1284 für seine anhaltende mutige Haltung gegen die Griechen gelobt. In späteren Jahren schrieb der Hofdichter Manuel Philes die Rückeroberung von Durazzo, Kruja und Kanina der heroischen Aktion des Protostratoren Michael Doukas Glabas Tarchaneiotes zu, der unter den Kaisern Michael VIII. Palaiologos und Andronikos II. auf dem Balkan diente. Wahrscheinlich war Kanina als letzter Stützpunkt in die Hände der Byzantiner gefallen, denn es gibt Beweise, dass Buthroton, das zu Korfu gehörte, noch im Jahre 1292 unter angevinischer Kontrolle war. Aber am Ende wurden Kanina, Valona und Durazzo alle dem Byzantinischen Reich einverleibt.

### Die Pläne von König Karl von Anjou

#### Vertrag von Orvieto (1281)
Das Scheitern der Expedition von Hugo de Sully Anfang 1281 zwang Karl, seine Pläne zu ändern. Der Überlandweg nach Konstantinopel war ihm nun verschlossen, so dass er eine Marineexpedition gegen Byzanz in Betracht ziehen musste. Im Jahr 1278 hatte sich Karl mit Achaia bemächtigt (siehe Abkommen von Viterbo), besaß Korfu und andere griechische Inseln. Seine Vasallen waren der Despot von Epirus, Nikephoros I. Komnenos Dukas Angelos und der Herzog von Athen, Johann I. de la Roche. Karl hatte auch Beziehungen zu dem serbischen König Stefan Dragutin und dem bulgarischen Zaren Iwajlo. Es fehlte jedoch eine Flotte, ohne die es undenkbar gewesen wäre, etwas zustande zu bringen. Dafür brauchte er die Kooperation von Venedig. Die Zusammenarbeit wurde am 3. Juli 1281 im Beisein von Papst Martin IV. zwischen Karl von Anjou, dem Dogen von Venedig, Giovanni Dandolo und dem lateinischen Titularkaiser Philipp von Courtenay im Vertrag von Orvieto formalisiert. Während Venedig die Kriegsschiffe liefern sollte, lieferte Papst Martin IV. die moralische Zustimmung, um den Feldzug als Kreuzzug für den Ruhm des Glaubens, die Union der West- und Ostkirche unter der Autorität des Papstes, den Sturz der byzantinischen Kaiserdynastie der Palaiologen und die Wiederherstellung des verlorengegangen Lateinischen Kaiserreiches von Konstantinopel „ad recuperationem ejusdem Imperii Romaniae, quod detinetur per Paleologum“ zu rechtfertigen. Außerdem beinhaltete der Vertrag die Erneuerung der alten Rechte Venedigs und einen neuen Kreuzzug für spätestens April 1283. Der Papst verlieh dem Unternehmen die moralische Legitimation, indem er Michael VIII. am 18. November 1281 exkommunizierte.

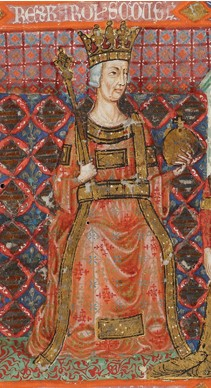
Karl II. von Anjou (Darstellung aus dem 14. Jahrhundert)

Gemäß den Bedingungen des Vertrages sollten Philipp und Karl eine 8000 Mann starke Kavallerie und genügend Schiffe liefern, um sie nach Konstantinopel zu transportieren. Philipp, der Doge von Venedig, Giovanni Dandolo, und Karl selbst oder Karls Sohn, Karl II., Fürst von Salerno, sollten die Expedition persönlich begleiten. Da Philipp über wenig oder gar keine eigenen Ressourcen verfügte, hatte Karl praktisch fast alle Truppen zu stellen. Zum Geleitschutz der Invasionsflotte sollten die Venezianer 40 Galeeren liefern, die spätestens Mitte April 1283 von Brindisi aus absegeln sollten. Nach Philipps Restaurierung auf dem Thron sollte er die Zugeständnisse des Vertrags von Viterbo vom 24. Mai 1267, Venedig die Wiedererlangung aller Rechte und Besitztümer die sein Volk in den Jahren der lateinischen Besetzung in Konstantinopel hatte, einschließlich der Anerkennung des Dogen als Herrn von einem Viertel und einem Achtel des lateinischen Reiches bestätigt bekommen.
Am gleichen Tag wurde in Orvieto eine weitere Vereinbarung zwischen den drei Parteien getroffen, die vorsah, eine Vorhut zu organisieren, die der Hauptexpedition vorausgehen sollte. Der Doge sollte für sieben Monate eine Flotte von 15 Kriegsschiffen, Karl und Philipp sollten 15 Schiffe und zehn Frachtschiffe mit etwa 300 Männern und Pferden zur Verfügung stellen, die sich am 1. Mai in Korfu sammeln sollten. Aber dazu sollte es nie kommen. Die beiden Verträge wurden am 2. August 1281 vom Dogen von Venedig ratifiziert.
Es schien also ob Karl von Anjou nicht nur Venedig und das Papsttum, sondern fast alle Balkanmächte gegen Byzanz vereint hatte. Die Herrscher Serbiens und Bulgariens erklärten ihre Unterstützung. Der Despot von Epiros, Nikephoros I., der immer bereit war, Kaiser Michael anzugreifen, schloss sich der Koalition von Karl, Philipp von Courtenay und dem Dogen Giovanni Dandolo am 25. September 1281 an. Somit war das gesamte von Lateinern besetzte Griechenland auf Karls Seite. Aber Michaels Diplomatie war der Gelegenheit gewachsen. Es gab andere Verbündete, an die er sich wenden konnte. Die Genuesen waren bestrebt, eine erneute venezianische Übernahme von Konstantinopel zu verhindern, und hielten den Kaiser auf dem Laufenden, was in Italien und im Westen vor sich ging. Der Zar von Bulgarien, Iwan Assen III., war Michaels Schwiegersohn, der mamlukische Sultan von Ägypten Qalawun versprach ihm Schiffe auszuleihen und die Tataren der Goldenen Horde in Südrussland, deren Khan Nogai eine von Michaels Töchtern, Eufrosina Paleologa, geheiratet hatte, konnten die Bulgaren im Auge behalten. Außerdem gab es einen katholischen Herrscher im Westen, von dem man wusste, dass er persönliche Gründe hatte, Karl von Anjou zu hassen. Der spanische Peter III., König von Aragon, der Kostanze, eine Tochter des im Kampf gegen Karl gefallenen Manfred von Sizilien, geheiratet hatte, stellte Ansprüche auf den Thron von Sizilien. Er hatte eine Flotte, und seine Agenten waren damit beschäftigt, einen Aufstand gegen die französische Anjou-Herrschaft in Sizilien anzustacheln.

#### Sizilianische Vesper und ihre Nachwirkungen

Die Sizilianische Vesper von Francesco Hayez, 1846

Das Königreich Neapel

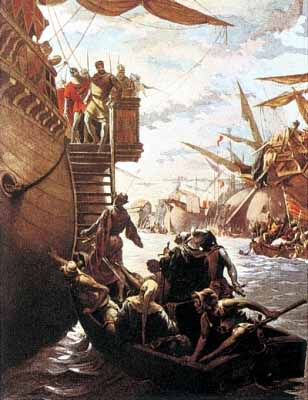
Ramon Tusquets i Maignon: Schlacht am Golf von Neapel. Ruggiero di Lauria nimmt Karl II. von Anjou fest

Die Rückeroberung von Konstantinopel durch den französischen Karl von Anjou sollte nie stattfinden. Grund dafür war ein Zwischenfall der Bevölkerung von Palermo, die am Ostermontag, dem 30. März 1282, zum Zeitpunkt der Vesper auf dem Platz neben der Chiesa Santo Spirito, südöstlich der Stadtmauern von Palermo französische Truppen angriffen. Dieser Aufstand sollte als Sizilianische Vesper in die Geschichte eingehen. Die Palermitaner griffen jeden Franzosen an, den sie finden konnten, verschonten weder Mann noch Frau oder Kind und töteten allein in der Hauptstadt etwa 2000 Menschen. Das Massaker an den Franzosen breitete sich von Tag zu Tag und von Woche zu Woche über den größten Teil von Sizilien aus, wobei auch die Invasionsflotte Karls von Anjou im Hafen von Messina, die sich bereit machte, nach Konstantinopel abzusegeln, niedergebrannt wurde.
Die Rebellen verlangten Peter III. von Aragon, Mann von Konstanze (einzige Tochter von Manfred, dem ehemaligen König von Sizilien), eine Streitkraft zu senden, um sie zu unterstützen und ihr König zu werden. Innerhalb weniger Wochen war klar, dass Karls Kreuzzug auf unbestimmte Zeit verschoben werden musste. Als am 30. August der spanische Peter III. von Aragon in Trapani landete und sich nach einem Marsch der Küste entlang am 4. September in Palermo zum König Peter I. von Sizilien proklamieren ließ, war es klar, dass Karl von Anjou die Chance, Konstantinopel anzugreifen und ein Großreich zu errichten, verloren hatte. Das Haus Anjou sollte für immer Sizilien verlieren. Karls Nachkommen konnten sich lediglich in Süditalien mit der Hauptresidenz Neapel behaupten.
Kaiser Michael VIII. unterstützte die Expedition mit 60.000 Goldstücken. Der pro-angevinische Papst Martin IV. Papst reagierte darauf, indem er Peter III. und die führenden sizilianischen Rebellen exkommunizierte und daraufhin einen Kreuzzug gegen sie ausrief. Der französische König Philipp III., der dieses Ereignis als Kränkung Frankreichs empfand, setzte alle ihm zur Verfügung stehenden Mittel ein, um diese angebliche Schmach zu rächen. Obwohl Zehntausende von Soldaten die Pyrenäen überquerten, konnte Peter III. von Sizilien nicht erschüttert werden.
In der Schlacht am Golf von Neapel am 5. Juni 1284 geriet Karls Sohn Karl II. in Gefangenschaft und war immer noch ein Gefangener, als sein Vater am 7. Januar 1285 starb. Nach seinem Tod überließ Karl alle seine Domänen seinem Sohn, der zu der Zeit in Katalonien festgehalten und erst im September 1289 freigelassen wurde.

### Restauration

#### Der Verlust von Durazzo
Die Anjou dauerten noch einige Jahre in Kanina, Durazzo und Valona an. Durazzo fiel jedoch 1288 in byzantinische Hände und im selben Jahr erneuerte der byzantinische Kaiser Andronikos II. die Privilegien, die sein Vorgänger den Albanern im Gebiet von Kruja gewährt hatte. Während Korfu und Buthroton bis mindestens 1292 im Besitz der Anjou blieben, fiel die Burg Kanina um das Jahr 1294 in byzantinische Hände. 1296 nahm der serbische König Stefan Uroš II. Milutin Durazzo in Besitz. Um einen zukünftigen Angriff der Serben auf Byzanz zu verhindern, gab der byzantinische Kaiser Andronikos II. im Jahre 1299 eine damals gerade fünfjährigeTochter Simonida dem serbischen König Milutin zur Ehefrau, und die Länder, die er erobert hatte, wurden als Mitgift angesehen.

## Liste der Herrscher

Wappen der Anjou ab 1277
Wappen Philipps I. von Tarent
Das Wappen Roberts von Tarent
Das Wappen der Herzöge von Durazzo

### Könige von Albanien
- Karl I. (1272–1285)
- Karl II. (1285–1294)

### Fürsten des Königreichs Albanien
- Philipp I. von Tarent (1294–1331)
- Robert von Tarent (1332–1333)

### Herzöge von Durazzo
- Johann von Anjou (1333–1336)
- Karl von Durazzo (1336–1348)
- Johanna von Durazzo (1348–1368)

### Herren von Durazzo
- Karl Thopia (1361–1388)[75]
- Georg Thopia (1388–1392)

### Titular-Herzog von Durazzo
- Ludwig von Navarra (1366–1368; 1376)